# アルケタス2世 (エピロス王)
アルケタス2世（希：Ἀλκέτας B'、ラテン文字転記：Alcetas II、? - 紀元前307年）はエピロス王（在位：紀元前313年 - 紀元前307年）である。
アルケタス2世はエピロス王アリュバスの子で、アイアキデスの兄である。
激しやすい性格のためにアルケタスはアリュバスに追放され、弟のアイアキデスがアリュバスの後に王位についた。アイアキデスの後を継いで紀元前313年王位についたアルケタスは、マケドニアの支配者でアイアキデスを敗死させたカッサンドロスと敵対した。カッサンドロスは将軍リュキスコスをエピロスに送り、リュキスコスはアルケタスと戦った。紀元前312年にアルケタスとカッサンドロスは和解したものの、アルケタスは人々を酷く扱ったために紀元前307年に二人の息子共々殺された。アルケタスの次の王位にはアイアキデスの子ピュロスがついた。

## 註
1. 1 2  パウサニアス, I. 11. 5
2. ↑  ディオドロス, XIX. 88
3. ↑  ディオドロス, XIX. 89